# Everswinkel
Everswinkel er en by i Tyskland i delstaten Nordrhein-Westfalen med cirka 10.000 indbyggere. Den ligger i kreisen Warendorf, cirka 30 km nord for Hamm og 15 km øst for Münster.